# Principi d'energia lliure
El principi d'energia lliure és un principi matemàtic de la física de la informació. La seva aplicació a les dades d'imatges cerebrals fMRI com a marc teòric suggereix que el cervell redueix la sorpresa o la incertesa fent prediccions basades en models interns i utilitza inputs sensorials per actualitzar els seus models per millorar la precisió de les seves prediccions. Aquest principi s'aproxima a una integració de la inferència bayesiana amb la inferència activa, on les accions es guien per prediccions i la retroalimentació sensorial les perfecciona. A partir d'ell, s'han fet inferències amplis sobre la funció cerebral, la percepció i l'acció. S'ha qüestionat la seva aplicabilitat als sistemes vius.

## Visió general
En biofísica i ciència cognitiva, el principi d'energia lliure és un principi matemàtic que descriu una explicació formal de les capacitats de representació dels sistemes físics: és a dir, per què les coses que existeixen semblen seguir les propietats dels sistemes als quals estan acoblades. Estableix que la dinàmica dels sistemes físics minimitza una quantitat coneguda com a sorpresa (que és la probabilitat logarítmica negativa d'algun resultat); o equivalentment, el seu límit superior variacional, anomenat energia lliure. El principi s'utilitza especialment en els enfocaments bayesians de la funció cerebral, però també en alguns enfocaments de la intel·ligència artificial; està relacionat formalment amb mètodes bayesians variacionals i va ser introduït originalment per Karl Friston com a explicació dels bucles de percepció-acció encarnats en neurociència.
El principi d'energia lliure modela el comportament de sistemes diferents, però acoblats a un altre sistema (per exemple, un entorn d'incrustació), on els graus de llibertat que implementen la interfície entre els dos sistemes es coneixen com a capa de Màrkov. Més formalment, el principi d'energia lliure diu que si un sistema té una "partició particular" (és a dir, en partícules, amb les seves mantes de Markov), aleshores els subconjunts d'aquest sistema seguiran l'estructura estadística d'altres subconjunts (que es coneixen com a estats o camins interns i externs d'un sistema).
El principi d'energia lliure es basa en la idea bayesiana del cervell com a "motor d'inferència". Sota el principi d'energia lliure, els sistemes persegueixen camins de menor sorpresa, o, equivalentment, minimitzen la diferència entre les prediccions basades en el seu model del món i el seu sentit i percepció associada. Aquesta diferència es quantifica per l'energia lliure variacional i es minimitza mitjançant la correcció contínua del model mundial del sistema, o fent que el món s'assembla més a les prediccions del sistema. En canviar activament el món per apropar-lo a l'estat esperat, els sistemes també poden minimitzar l'energia lliure del sistema. Friston assumeix que aquest és el principi de tota reacció biològica. Friston també creu que el seu principi s'aplica als trastorns mentals així com a la intel·ligència artificial. Les implementacions d'IA basades en el principi d'inferència activa han mostrat avantatges sobre altres mètodes.
El principi d'energia lliure és un principi matemàtic de la física de la informació: igual que el principi de la màxima entropia o el principi de la mínima acció, és cert per raons matemàtiques. Intentar falsificar el principi d'energia lliure és un error de categoria, semblant a intentar falsificar el càlcul fent observacions empíriques. (No es pot invalidar una teoria matemàtica d'aquesta manera; en canvi, caldria derivar una contradicció formal de la teoria.) En una entrevista del 2018, Friston va explicar què implica que el principi d'energia lliure no estigui objecte de falsificació:
Crec que és útil fer una distinció fonamental en aquest punt, a la qual podrem recórrer més endavant.
La distinció és entre una teoria d'estat i de procés; és a dir, la diferència entre un principi normatiu al qual les coses poden o no ajustar-se, i una teoria o hipòtesi de processos sobre com es realitza aquest principi. Sota aquesta distinció, el principi d'energia lliure es diferencia clarament de coses com la codificació predictiva i la hipòtesi del cervell bayesià. Això es deu al fet que el principi d'energia lliure és el que és: un principi. Com el principi d'acció estacionària de Hamilton, no es pot falsificar. No es pot desmentir. De fet, no hi podeu fer gaire cosa, tret que us pregunteu si els sistemes mesurables s'ajusten al principi. D'altra banda, les hipòtesis que el cervell realitza alguna forma d'inferència bayesiana o codificació predictiva són el que són: hipòtesis. Aquestes hipòtesis poden o no estar recolzades per proves empíriques.
Hi ha molts exemples d'aquestes hipòtesis recolzades per proves empíriques.

## Rerefons
La idea que els sistemes biològics autoorganitzats, com una cèl·lula o un cervell, es poden entendre com una minimització de l'energia lliure variacional es basa en el treball de Helmholtz sobre la inferència inconscient i els tractaments posteriors en psicologia i aprenentatge automàtic. L'energia lliure variacional és una funció de les observacions i una densitat de probabilitat sobre les seves causes ocultes. Aquesta densitat variacional es defineix en relació a un model probabilístic que genera observacions predites a partir de causes hipotetitzades. En aquest entorn, l'energia lliure proporciona una aproximació a l'evidència del model bayesià.  Per tant, la seva minimització es pot veure com un procés d'inferència bayesià. Quan un sistema fa observacions activament per minimitzar l'energia lliure, implícitament realitza una inferència activa i maximitza l'evidència del seu model del món.
Tanmateix, l'energia lliure també és un límit superior de l'autoinformació dels resultats, on la mitjana a llarg termini de la sorpresa és l'entropia. Això vol dir que si un sistema actua per minimitzar l'energia lliure, implícitament col·locarà un límit superior a l'entropia dels resultats (o estats sensorials) que mostra.

### Relació amb altres teories
La inferència activa està estretament relacionada amb el teorema del bon regulador i relats relacionats amb l'autoorganització, com ara l' autoassemblatge, la formació de patrons, l'autopoiesi i la practopoiesi. Aborda els temes considerats en cibernètica, sinèrgia i cognició encarnada. Com que l'energia lliure es pot expressar com l'energia esperada de les observacions sota la densitat variacional menys la seva entropia, també està relacionada amb el principi d'entropia màxima. Finalment, com que la mitjana temporal de l'energia és acció, el principi d'energia lliure variacional mínima és un principi de mínima acció. La inferència activa que permet la invariància d'escala també s'ha aplicat a altres teories i dominis. Per exemple, s'ha aplicat a la sociologia, lingüística i comunicació, semiòtica, i epidemiologia entre d'altres.
L'energia lliure negativa és formalment equivalent al límit inferior de l'evidència, que s'utilitza habitualment en l'aprenentatge automàtic per entrenar models generatius, com ara els autocodificadors variacionals.

## Acció i percepció

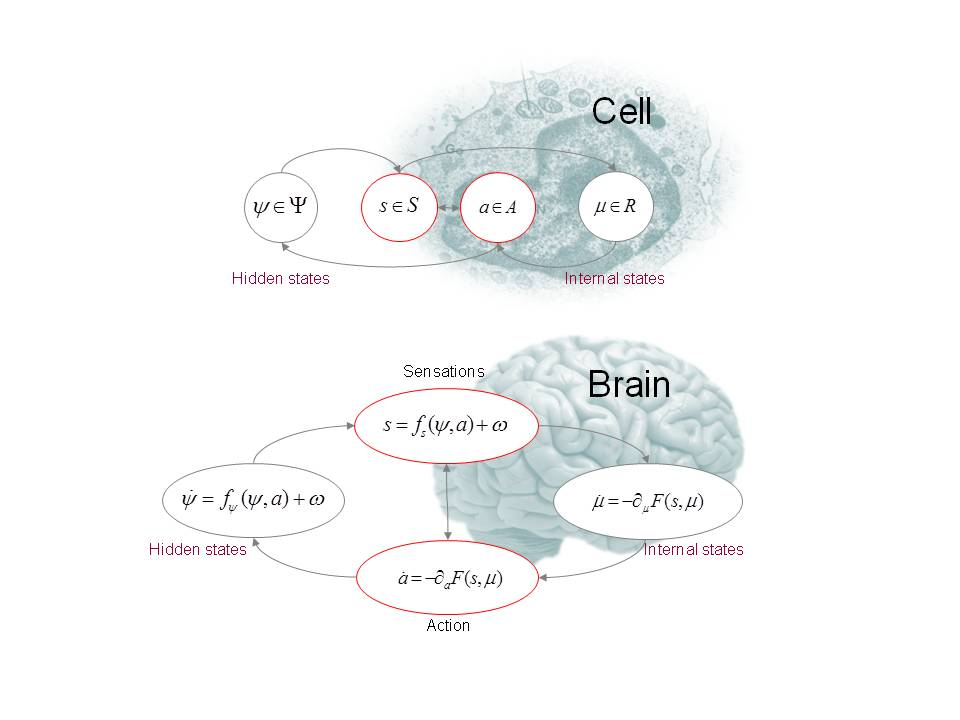
Figura 1: Aquests esquemes il·lustren la partició d'estats en estats interns i estats externs (ocults, latents). que estan separats per una manta de Markov, que inclou estats sensorials i estats actius. El panell superior mostra exactament les mateixes dependències però reordenades de manera que els estats interns s'associen amb els estats intracel·lulars d'una cèl·lula, mentre que els estats sensorials esdevenen els estats superficials de la membrana cel·lular sobre els estats actius (per exemple, els filaments d'actina del citoesquelet). El panell inferior mostra aquesta partició tal com s'aplicaria a l'acció i la percepció del cervell; on els estats actius i interns minimitzen una energia lliure funcional dels estats sensorials. L'autoorganització consegüent dels estats interns correspon aleshores a la percepció, mentre que l'acció uneix els estats cerebrals als estats externs.

La inferència activa aplica les tècniques d'inferència bayesiana aproximada per inferir les causes de les dades sensorials a partir d'un model "generatiu" de com es produeixen aquestes dades i després utilitza aquestes inferències per guiar l'acció. La regla de Bayes caracteritza la inversió probabilísticament òptima d'un model causal d'aquest tipus, però aplicar-lo normalment és computacionalment intractable, donant lloc a l'ús de mètodes aproximats. En inferència activa, la classe principal d'aquests mètodes aproximats són els mètodes variacionals, tant per raons pràctiques com teòriques: pràctiques, ja que sovint condueixen a procediments d'inferència simples; i teòrics, perquè estan relacionats amb principis físics fonamentals, com hem comentat anteriorment.
Aquests mètodes variacionals procedeixen minimitzant un límit superior de la divergència entre la inferència òptima de Bayes (o " posterior ") i la seva aproximació segons el mètode. Aquest límit superior es coneix com a energia lliure i, en conseqüència, podem caracteritzar la percepció com la minimització de l'energia lliure respecte a la informació sensorial entrant, i l'acció com la minimització de la mateixa energia lliure respecte a la informació d'acció sortint. Aquesta optimització dual holística és característica de la inferència activa, i el principi d'energia lliure és la hipòtesi que tots els sistemes que perceben i actuen es poden caracteritzar d'aquesta manera.
Per tal d'exemplificar la mecànica de la inferència activa mitjançant el principi d'energia lliure, s'ha d'especificar un model generatiu, que normalment implica una col·lecció de funcions de densitat de probabilitat que caracteritzen conjuntament el model causal. Una d'aquestes especificacions és la següent. El sistema es modela com habitant un espai estatal {\displaystyle X}, en el sentit que els seus estats formen els punts d'aquest espai. L'espai d'estats es factoritza llavors segons {\displaystyle X=\Psi \times S\times A\times R}, on {\displaystyle \Psi } és l'espai d'estats "externs" que estan "ocults" a l'agent (en el sentit de no ser directament percebuts o accessibles), {\displaystyle S} és l'espai dels estats sensorials que són percebuts directament per l'agent, {\displaystyle A} és l'espai de les possibles accions de l'agent, i {\displaystyle R} és un espai d'estats "interns" privats per a l'agent.
Seguint amb la figura 1, tingueu en compte que a continuació el {\displaystyle {\dot {\psi }},\psi ,s,a} i {\displaystyle \mu } són funcions del temps (continu). {\displaystyle t}. El model generatiu és l'especificació de les següents funcions de densitat:
- Un model sensorial, {\displaystyle p_{S}:S\times \Psi \times A\to \mathbb {R} }, sovint escrit com {\displaystyle p_{S}(s\mid \psi ,a)}, caracteritzant la probabilitat de dades sensorials donats estats i accions externes;
- un model estocàstic de la dinàmica ambiental, {\displaystyle p_{\Psi }:\Psi \times \Psi \times A\to \mathbb {R} }, sovint escrit {\displaystyle p_{\Psi }({\dot {\psi }}\mid \psi ,a)}, caracteritzant com els estats externs s'espera que l'agent evolucionin al llarg del temps {\displaystyle t}, donades les accions de l'agent;
- un model d'acció, {\displaystyle p_{A}:A\times R\times S\to \mathbb {R} }, escrit {\displaystyle p_{A}(a\mid \mu ,s)}, caracteritzant com les accions de l'agent depenen dels seus estats interns i de les dades sensorials; i
- un model intern, {\displaystyle p_{R}:R\times S\to \mathbb {R} }, escrit {\displaystyle p_{R}(\mu \mid s)}, caracteritzant com els estats interns de l'agent depenen de les seves dades sensorials.

Aquestes funcions de densitat determinen els factors d'un "model conjunt", que representa l'especificació completa del model generatiu, i que es pot escriure com
{\displaystyle p({\dot {\psi }},s,a,\mu \mid \psi )=p_{S}(s\mid \psi ,a)p_{\Psi }({\dot {\psi }}\mid \psi ,a)p_{A}(a\mid \mu ,s)p_{R}(\mu \mid s)}
Aleshores, la regla de Bayes determina la "densitat posterior" {\displaystyle p_{\text{Bayes}}({\dot {\psi }}|s,a,\mu ,\psi )}, que expressa una creença probabilísticament òptima sobre l'estat extern {\displaystyle {\dot {\psi }}} donat l'estat anterior {\displaystyle \psi } i les accions de l'agent, senyals sensorials i estats interns. Des de la informàtica {\displaystyle p_{\text{Bayes}}} és computacionalment intractable, el principi d'energia lliure afirma l'existència d'una "densitat variacional" {\displaystyle q({\dot {\psi }}|s,a,\mu ,\psi )}, on {\displaystyle q} és una aproximació a {\displaystyle p_{\text{Bayes}}}. Aleshores es defineix l'energia lliure com
{\displaystyle {\begin{aligned}{\underset {\mathrm {free-energy} }{\underbrace {F(\mu ,a\,;s)} }}&={\underset {\text{expected energy}}{\underbrace {\mathbb {E} _{q({\dot {\psi }})}[-\log p({\dot {\psi }},s,a,\mu \mid \psi )]} }}-{\underset {\mathrm {entropy} }{\underbrace {\mathbb {H} [q({\dot {\psi }}\mid s,a,\mu ,\psi )]} }}\\&={\underset {\mathrm {surprise} }{\underbrace {-\log p(s)} }}+{\underset {\mathrm {divergence} }{\underbrace {\mathbb {KL} [q({\dot {\psi }}\mid s,a,\mu ,\psi )\parallel p_{\text{Bayes}}({\dot {\psi }}\mid s,a,\mu ,\psi )]} }}\\&\geq {\underset {\mathrm {surprise} }{\underbrace {-\log p(s)} }}\end{aligned}}}
i defineix l'acció i la percepció com el problema d'optimització conjunta
{\displaystyle {\begin{aligned}\mu ^{*}&={\underset {\mu }{\operatorname {arg\,min} }}\{F(\mu ,a\,;\,s))\}\\a^{*}&={\underset {a}{\operatorname {arg\,min} }}\{F(\mu ^{*},a\,;\,s)\}\end{aligned}}}
on els estats interns {\displaystyle \mu } normalment es prenen per codificar els paràmetres de la densitat "variacional". {\displaystyle q} i, per tant, la "millor suposició" de l'agent sobre la creença posterior {\displaystyle \Psi }. Tingueu en compte que l'energia lliure també és un límit superior en una mesura de la sorpresa sensorial (marginal o mitjana) de l'agent i, per tant, la minimització de l'energia lliure sovint està motivada per la minimització de la sorpresa.

## Minimització d'energia gratuïta

### Minimització d'energia gratuïta i autoorganització
La minimització de l'energia lliure s'ha proposat com un segell distintiu dels sistemes autoorganitzats quan es converteixen en sistemes dinàmics aleatoris. Aquesta formulació es basa en una manta de Markov (que inclou estats d'acció i sensorials) que separa els estats interns i externs. Si els estats interns i l'acció minimitzen l'energia lliure, llavors posen un límit superior a l'entropia dels estats sensorials:
{\displaystyle \lim _{T\to \infty }{\frac {1}{T}}{\underset {\text{free-action}}{\underbrace {\int _{0}^{T}F(s(t),\mu (t))\,dt} }}\geq \lim _{T\to \infty }{\frac {1}{T}}\int _{0}^{T}{\underset {\text{surprise}}{\underbrace {-\log p(s(t)\mid m)} }}\,dt=H[p(s\mid m)]}
Això es deu al fet que, sota supòsits ergòdics, la mitjana de sorpresa a llarg termini és l'entropia. Aquest límit resisteix una tendència natural al desordre, del tipus associat a la segona llei de la termodinàmica i el teorema de la fluctuació. Tanmateix, formular un principi unificador per a les ciències de la vida en termes de conceptes de la física estadística, com ara sistema dinàmic aleatori, estat estacionari no equilibrat i ergodicitat, imposa limitacions substancials a l'estudi teòric i empíric dels sistemes biològics amb el risc d'enfosquir totes les característiques que fan que els sistemes biològics siguin interessants tipus d'autoorganització.

### Minimització d'energia lliure i inferència bayesiana
Tota la inferència bayesiana es pot emetre en termes de minimització d'energia lliure. Quan es minimitza l'energia lliure respecte als estats interns, es minimitza la divergència de Kullback-Leibler entre la densitat variacional i posterior sobre els estats ocults. Això correspon a la inferència bayesiana aproximada, quan la forma de la densitat variacional és fixa, i a la inferència bayesiana exacta en cas contrari. Per tant, la minimització d'energia lliure proporciona una descripció genèrica de la inferència i el filtratge bayesians (per exemple, el filtratge de Kalman ). També s'utilitza en la selecció de models bayesians, on l'energia lliure es pot descompondre de manera útil en complexitat i precisió:
{\displaystyle {\underset {\text{free-energy}}{\underbrace {F(s,\mu )} }}={\underset {\text{complexity}}{\underbrace {D_{\mathrm {KL} }[q(\psi \mid \mu )\parallel p(\psi \mid m)]} }}-{\underset {\mathrm {accuracy} }{\underbrace {E_{q}[\log p(s\mid \psi ,m)]} }}}
Els models amb energia lliure mínima proporcionen una explicació precisa de les dades, sota costos de complexitat; cf. Navalla d'Occam i tractaments més formals dels costos computacionals. Aquí, la complexitat és la divergència entre la densitat variacional i les creences prèvies sobre els estats ocults (és a dir, els graus efectius de llibertat utilitzats per explicar les dades).

### Minimització d'energia lliure i termodinàmica
L'energia lliure variacional és una funció teòrica de la informació i és diferent de l'energia lliure termodinàmica (Helmholtz). Tanmateix, el terme de complexitat de l'energia lliure variacional comparteix el mateix punt fix que l'energia lliure de Helmholtz (sota el supòsit que el sistema està termodinàmicament tancat però no aïllat). Això es deu al fet que si les pertorbacions sensorials estan suspeses (durant un període de temps suficientment llarg), la complexitat es minimitza (perquè es pot descuidar la precisió). En aquest punt, el sistema està en equilibri i els estats interns minimitzen l'energia lliure de Helmholtz, pel principi d'energia mínima.

### Minimització d'energia lliure i teoria de la informació
La minimització d'energia lliure equival a maximitzar la informació mútua entre els estats sensorials i els estats interns que parametritzen la densitat variacional (per a una densitat variacional d'entropia fixa). Això relaciona la minimització d'energia lliure amb el principi de redundància mínima.

## Minimització d'energia lliure en neurociència
La minimització d'energia lliure proporciona una manera útil de formular models normatius (òptims de Bayes) d'inferència neuronal i aprenentatge sota incertesa i, per tant, subscriu la hipòtesi del cervell bayesià. Els processos neuronals descrits per la minimització d'energia lliure depenen de la naturalesa dels estats ocults: {\displaystyle \Psi =X\times \Theta \times \Pi } que pot incloure variables dependents del temps, paràmetres invariants del temps i la precisió (variància inversa o temperatura) de les fluctuacions aleatòries. La minimització de les variables, els paràmetres i la precisió corresponen a la inferència, l'aprenentatge i la codificació de la incertesa, respectivament.

### Inferència perceptiva i categorització
La minimització d'energia lliure formalitza la noció d'inferència inconscient en la percepció i proporciona una teoria normativa (bayesiana) del processament neuronal. La teoria del procés associada de la dinàmica neuronal es basa en minimitzar l'energia lliure mitjançant el descens del gradient. Això correspon al filtratge bayesià generalitzat (on ~ denota una variable en coordenades generalitzades de moviment i {\displaystyle D} és un operador matricial derivat):
{\displaystyle {\dot {\tilde {\mu }}}=D{\tilde {\mu }}-\partial _{\mu }F(s,\mu ){\Big |}_{\mu ={\tilde {\mu }}}}
Normalment, els models generatius que defineixen l'energia lliure són no lineals i jeràrquics (com les jerarquies corticals al cervell). Els casos especials de filtratge generalitzat inclouen el filtrat de Kalman, que és formalment equivalent a la codificació predictiva, una metàfora popular del missatge que passa al cervell. Sota els models jeràrquics, la codificació predictiva implica l'intercanvi recurrent d'errors de predicció ascendents (de baix a dalt) i prediccions descendents (de dalt a baix) que són coherents amb l'anatomia i la fisiologia dels sistemes sensorials i motors.

### Aprenentatge perceptiu i memòria
En la codificació predictiva, l'optimització dels paràmetres del model mitjançant un descens de gradient sobre la integral temporal de l'energia lliure (acció lliure) es redueix a la plasticitat associativa o hebbiana i s'associa amb la plasticitat sinàptica del cervell.

### Precisió perceptiva, atenció i rellevància

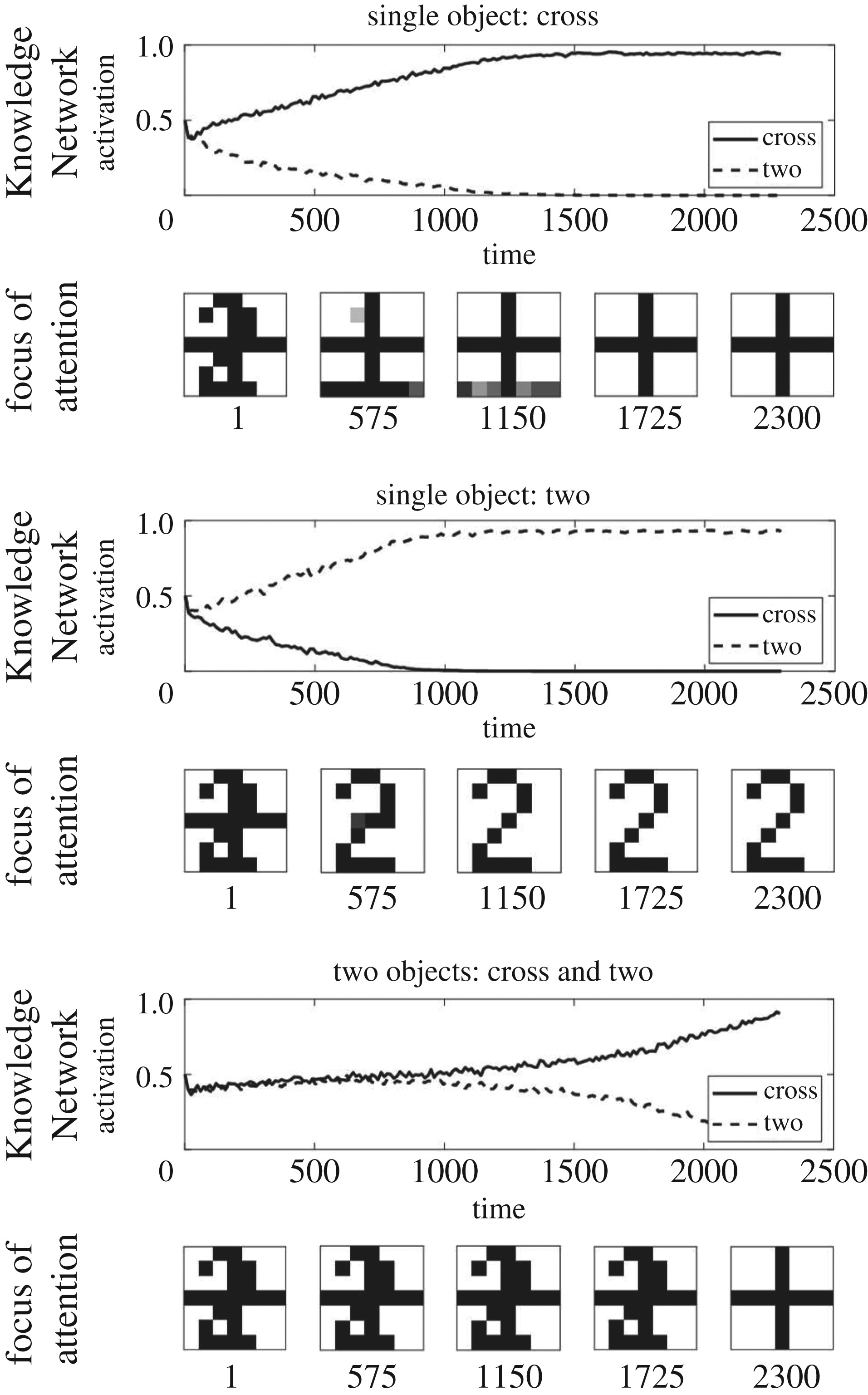
Simulació dels resultats obtinguts a partir d'una tasca d'atenció selectiva realitzada per la reformulació bayesiana del SAIM titulada PE-SAIM en entorn d'objectes múltiples. Els gràfics mostren el curs temporal de l'activació de la FOA i les dues unitats de plantilla a la Xarxa de Coneixement.

L'optimització dels paràmetres de precisió correspon a l'optimització del guany d'errors de predicció (cf, guany de Kalman). En implementacions neuronalment plausibles de codificació predictiva, això correspon a l'optimització de l'excitabilitat de les cèl·lules piramidals superficials i s'ha interpretat en termes de guany d'atenció.
Pel que fa a la controvèrsia de dalt a baix i de baix a dalt, que s'ha tractat com un gran problema obert d'atenció, un model computacional ha aconseguit il·lustrar la naturalesa circular de la interacció entre els mecanismes de dalt a baix i de baix a dalt. Utilitzant un model emergent d'atenció establert, és a dir, SAIM, els autors van proposar un model anomenat PE-SAIM, que, a diferència de la versió estàndard, aborda l'atenció selectiva des d'una posició de dalt a baix. El model té en compte la transmissió d'errors de predicció al mateix nivell o a un nivell superior, per tal de minimitzar la funció energètica que indica la diferència entre les dades i la seva causa, o, en altres paraules, entre el model generatiu i el posterior. Per augmentar la validesa, també van incorporar la competència neuronal entre estímuls al seu model. Una característica notable d'aquest model és la reformulació de la funció d'energia lliure només en termes d'errors de predicció durant la realització de la tasca:
{\displaystyle {\dfrac {\partial E^{total}(Y^{VP},X^{SN},x^{CN},y^{KN})}{\partial y_{mn}^{SN}}}=x_{mn}^{CN}-b^{CN}\varepsilon _{nm}^{CN}+b^{CN}\sum _{k}(\varepsilon _{knm}^{KN})}
on {\displaystyle E^{total}} és la funció energètica total que comporten les xarxes neuronals, i {\displaystyle \varepsilon _{knm}^{KN}} és l'error de predicció entre el model generatiu (anterior) i el canvi posterior al llarg del temps. La comparació dels dos models revela una similitud notable entre els seus resultats respectius alhora que destaca una discrepància notable, per la qual, en la versió estàndard del SAIM, l'enfocament del model es centra principalment en les connexions excitatòries, mentre que en el PE-SAIM, les connexions inhibitòries s'aprofiten per fer una inferència. El model també ha demostrat ser apte per predir les dades d'EEG i fMRI extretes d'experiments humans amb alta precisió. En la mateixa línia, Yahya et al. també va aplicar el principi d'energia lliure per proposar un model computacional per a la concordança de plantilles en l'atenció visual selectiva encoberta que es basa principalment en SAIM. Segons aquest estudi, l'energia lliure total de tot l'espai d'estat s'aconsegueix mitjançant la inserció de senyals de dalt a baix a les xarxes neuronals originals, per la qual cosa obtenim un sistema dinàmic que inclou errors de predicció tant cap endavant com cap enrere.

## Inferència activa
Quan el descens del gradient s'aplica a l'acció {\displaystyle {\dot {a}}=-\partial _{a}F(s,{\tilde {\mu }})}, el control motor es pot entendre en termes d'arcs reflexos clàssics que s'emprenen per prediccions descendents (corticoespinals). Això proporciona un formalisme que generalitza la solució del punt d'equilibri –al problema dels graus de llibertat – a les trajectòries de moviment.

### Inferència activa i control òptim
La inferència activa està relacionada amb un control òptim substituint les funcions de valor o cost-to-go per creences prèvies sobre transicions d'estat o flux. Això aprofita l'estreta connexió entre el filtratge bayesià i la solució de l'equació de Bellman. Tanmateix, la inferència activa comença amb el flux (anterior). {\displaystyle f=\Gamma \cdot \nabla V+\nabla \times W} que s'especifiquen amb escalar {\displaystyle V(x)} i vector {\displaystyle W(x)} funcions de valor de l'espai d'estats (vegeu la descomposició de Helmholtz). Aquí, {\displaystyle \Gamma } és l'amplitud de les fluctuacions aleatòries i el cost és {\displaystyle c(x)=f\cdot \nabla V+\nabla \cdot \Gamma \cdot V}. Els priors es desborden {\displaystyle p({\tilde {x}}\mid m)} induir un estat previ sobre {\displaystyle p(x\mid m)=\exp(V(x))} aquesta és la solució de les equacions directes de Kolmogorov adequades. En canvi, el control òptim optimitza el flux, donada una funció de cost, sota el supòsit que {\displaystyle W=0} (és a dir, el flux està lliure de rínxols o té un equilibri detallat). Normalment, això implica resoldre equacions de Kolmogorov endarrerides.

### Inferència activa i teoria de decisions òptimes (jocs)
Els problemes de decisió òptima (generalment formulats com a processos de decisió de Markov parcialment observables ) es tracten dins d'una inferència activa absorbint les funcions d'utilitat en creences prèvies. En aquest entorn, els estats que tenen una alta utilitat (baix cost) són estats que un agent espera ocupar. En equipar el model generatiu amb estats ocults que controlen el model, les polítiques (seqüències de control) que minimitzen l'energia lliure variacional condueixen a estats d'alta utilitat.
Neurobiològicament, es considera que els neuromoduladors com la dopamina informen de la precisió dels errors de predicció mitjançant la modulació del guany de les cèl·lules principals que codifiquen l'error de predicció. Això està estretament relacionat, però formalment diferent, amb el paper de la dopamina en la notificació d'errors de predicció per se i comptes computacionals relacionats.

### Inferència activa i neurociència cognitiva
La inferència activa s'ha utilitzat per abordar una sèrie de problemes en la neurociència cognitiva, la funció cerebral i la neuropsiquiatria, inclosa l'observació d'accions, neurones mirall, sacàdes i cerca visual, moviments oculars, son, il·lusions, atenció, acció, consciència, histèria i psicosi. Les explicacions de l'acció en inferència activa sovint depenen de la idea que el cervell té "prediccions tossudes" que no pot actualitzar, donant lloc a accions que fan que aquestes prediccions es facin realitat.